# Melanotus vorax
Melanotus vorax är en svampart som beskrevs av E. Horak 1977. Melanotus vorax ingår i släktet Melanotus och familjen Strophariaceae.   Inga underarter finns listade i Catalogue of Life.